# Disa stairsii
Disa stairsii är en orkidéart som beskrevs av Friedrich Fritz Wilhelm Ludwig Kraenzlin. Disa stairsii ingår i släktet Disa och familjen orkidéer. Inga underarter finns listade i Catalogue of Life.